# Jack Scanlon
Jack Charles Scanlon (Canterbury, 6 agosto 1998) è un attore britannico, famoso per aver interpretato Shmuel nel film Il bambino con il pigiama a righe nel 2008.
Nella sua infanzia è stato boy scout. Attualmente vive a Deal, nel Kent, con i genitori e il fratello minore;  è un gran tifoso del Aldershot Town FC. Oltre ad aver partecipato al film di Mark Herman, è entrato a far parte del cast di Runaway, programma per bambini in onda su BBC One, un canale inglese. Appare anche nel cortometraggio di The Eye of the Butterfly.

## Apparizioni in TV
Scanlon appare per la prima volta nel grande schermo al Peter Serafinowicz Show, nel 2007, anche se interpretando vari ruoli differenti.
Nel 2008, Jack decide di fare un provino per entrare nel cast del film Il bambino con il pigiama a righe e ottiene la parte del bambino ebreo Shmuel. Grazie anche all'interpretazione di Asa Butterfield, il film ottiene un grande successo internazionale.
Grazie a questo successo, Jack si ritrova in mano anche la possibilità di partecipare alla serie TV Runaway, trasmessa su BBC One. Accettando, si ritrova con la parte di Dean; partecipa al talk-show solo nel 2009.
Interpretando il ruolo di Joe, nel 2010 Scanlon comincia a partecipare al Married Single Other, ma non vi partecipa più nel 2011.

## Filmografia parziale
- Peter Serafinowicz Show (2007)
- Il bambino con il pigiama a righe (2008)
- Runaway (2009)
- Married Single Other (2010)

## Doppiatori italiani
- Edoardo Miriantini ne Il bambino con il pigiama a righe